# Латински језик
Латински језик (лат. lingua latīna) је класични језик који припада италској грани индоевропских језика. Латински алфабет је настао из етрурског и грчког алфабета.
Латински је првобитно говорен на подручју Лацијума. Кроз моћ Римске републике, латински је постао доминантни језик, најпре у Италији па затим и широм Римског царства. Вулгарни латински се развио у романске језике, као што су италијански, француски, шпански, португалски и румунски. Латински, италијански и француски су дали много ријечи енглеском језику. Старогрчки и латински језик се користе као језици науке у теологији, биологији и медицини.
У касној Римској републици (75. п. н. е.), старолатински је стандардизован у класични латински језик. Вулгарни латински је био колоквијални облик говора у исто вријеме и то је потврђено у записима и дјелима као што су дјела Плаута и Теренција. Каснолатински је био писани језик од 3. века, а средњовјековни латински је био у употреби од 9. вјека до периода Ренесансе када се користи ренесансни латински. Касније, развили су се рани савремени латински и савремени латински језик. Латински језик је кориштен као језик међународне комуникације, образовања и науке све до касног 18. века, када је почео да га замјењује вернакулар. Црквени латински је опстао као службени језик Свете столице и римског обреда Католичке цркве.
У данашње време многи студенти, учењаци и чланови католичког клера течно говоре латински као литургијски језик. Он се учи у основним, средњошколским и високошколским образовним институцијама широм света.

## Наслеђе
Језик је преношен у разним облицима.

### Инскрипције
Неки натписи су објављени у међународно договореним, монументалним серијама са више томова, „Corpus Inscriptionum Latinarum (CIL)“. Аутори и издавачи варирају, али формат је отприлике исти: томови са појединостима о инскрипцијама са критичким разматрањем којим се наводи порекло и релевантне информације. Читање и тумачење ових натписа је предмет поља епиграфике. Познато је око 270.000 инскрипција.

### Утицај на данашње језике
Утицај латинског на енглески је био знатан у свим ступњевима његовог изолованог развоја. У средњем веку, дошло је до позајмљивања из латинског услед црквене употребе коју је успоставио свети Августин Кентерберијски у 6. веку или индиректно након норманског освајања, путем англонорманског језика. Од 16. до 18. века, енглески писци су сковали огроман број нових речи из латинских и грчких речи, званих „мастионични термини“, као да су били просути из посуде са мастилом. Многе од тих речи је јеном користио њихов аутор и затим су заборављене, док су се неке корисне речи одржале, као што су imbibe и extrapolate. Многи од веома честих полисложних енглеских речи имају латинско порекло посредством старофранцуског језика. Романске речи сачињавају 59%, 20% и 14% енглеског, немачког и холандског речника. Те цифре драматично расту кад се узму у обзир само несложене и неизведене речи. Сходно томе, романске речи сачињавају око 35% холандског речника.
Утицај римске управе и римске технологије на мање развијене нације под римском доминацијом довели су до адаптације латинске фразеологије у неким специјализованим областима, као што су наука, технологија, медицина, и законодавство. На пример, Линеански систем биљне и животињске класификације је под знатним утицајем Historia Naturalis, енциклопедије људи, места, биљки, животиња, и ствари, коју је објавио Плиније Старији. Римска медицина, забележена у радовима лекара као што је Гален, се одражава у данашњој медицинској терминологији која је превасходно изведена из латинских и грчких речи, при чему је грчки филтриран кроз латински. Римско инжењерство је имало исти ефекат на целокупну научну терминологију. Латински законски принципи су се одржали делом путем дугог списка латинских правних термина.
Једна студија која је анализирала степен диференцијације романских језика у поређењу са латинским (поредећи фонологију, инфлацију, дискурс, синтаксу, речник, и интонацију) је индицирала следећу расподелу (што је већи проценат, то је веће растојање од латинског): сардинијски 8%, италијански 12%, шпански 20%, румунски 23,5%, окситански 25%, португалски 31%, и француски 44%.

### Образовање
Током европске историје, образовање у класици се сматрало кључним за оне који су желели да се придруже писменим круговима. Настава на латинском је есенцијални аспекат. У данашњем свету, велики број студената латинског у САД учи из уџбеника Виколков латински: Класични уводни курс латинског, базиран на античким ауторима. Ту књига, први пут објављену 1956. године, написао је Фредерик Вилок, који је докторирао на Харвардском универзитету. Вилоков латински је постао стандардни текст за многе америчке уводне курсеве латинског.
Покрет живућег латинског покушава да подучава латински на начин на који се предају живи језици, као средство говорне и писане комуникације. Доступан је у Ватикану и неким институцијама у САД, као што су Универзитет у Кентакију и државни универзитет у Ајови. Британска издавачка кућа Cambridge University Press је главни испоручилац латинских уџбеника за све нивое, као што је серија Кембриџшких латинских курсева. Они исто тако објављују подсерију текстова за децу на латинском аутора Bell & Forte, која описује авантуре миша званог Minimus.
У Уједињеном Краљевству, Класична асоцијација подстиче проучавање антике на различите начине, као што су публикације и стипендије. Универзитет у Кембриџу, Отворени универзитет, и бројне друге престижне независне школе, на пример Итон, Хароу, Хабердашер Аскова школа за дечаке и Via Facilis, лондонска хуманитарна организација, имају латинске курсеве. У САД и Канади, Америчка лига класика подржава сваки напор којим се унапређује проучавање класика. Њихове подружнице обухватају: Национална јуниорска лига класика (са више од 50.000 чланова), која подстиче средњошколце да наставе проучавање латинског језика, и Национална сениорска лига класика, која подстиче студенте да наставе студије класика у колеџу. Лига такође спонзорише Национални латински испит. Класичар Мери Берд је написала у The Times Literary Supplement 2006. године да је разлог за учење латинског оно што је написано у њему.

## Развој латинског језика
Како се од 2. века п. н. е. римска власт почела ширити по читавом Средоземљу, тако је и латински језик излазио из оквира древне Италије и прерастао у светски језик. У развоју латинског језика пресудну су улогу одиграли први римски књижевници, који су свој језик ратара и војника постепено, по угледу на грчки језик, усавршавали и оспособљавали да са лакоћом и логично искаже и најсложенију књижевну, поетску или филозофску мисао. Речник се почео нагло богатити кованицама ствараним у духу грчког речника, синтактичким конструкцијама, стилским фигурама, и за веома кратко време створен је sermo urbānus, језик којим су писали образовани Римљани. Најстарији натписи на латинском језику потичу из 6. века п. н. е. Први споменик књижевног латинског језика представљају Закони дванаест таблица из 5. века п. н. е, а последњи је Јустинијанов Зборник римског грађанског права из 6. века. Овај стандардни латински језик, којим је написана готово целокупна сачувана римска књижевност, примењиван је у хришћанској теологији, филозофији, природним наукама, праву и администрацији током следећа два миленијума, све до 19. века, да би и данас остао присутан и често незаменљив у политичкој, научној и стручној терминологији.
Међутим, за историју античке културе важна је чињеница да током целог античког доба проценат писменог становништва никада није прешао тридесет одсто. Тако, и у римској држави непрегледне масе неписменог и полуписменог становништва нису говориле књижевним „градским говором“, него својим народним језиком (sermo plebēius или vulgāris), који је имао сопствени развојни пут. У одређеним историјским условима од њега ће настати романски језици (италијански, француски, шпански, румунски). Пошто главни извори изучавања латинског језика нису живи говорници (као код савремених језика), већ сачувани стари текстови, о овом народном говору знамо веома мало. Између књижевног и народног говора стоји разговорни, свакидашњи језик (sermo cotidiānus), којим су у свакодневној комуникацији говорили образовани слојеви римског становништва, и чије трагове налазимо у Плаутовим комедијама, Петронијевом роману, те неким епистолографским делима.

## Латинизација
Упоредо са ширењем Римске државе, у покореним земљама се ширила и употреба латинског језика, не само у администрацији и политици, већ и у осталим областима друштвеног живота, од економије до културе. На освојеним територијама, Римљани су уводили свој систем, а саставни део романизације била је и латинизација, која је у многим областима довела до потискивања домаћих језика и усвајања латинског. Током времена, у западним провинцијама Римског царства дошло је до настанка локалних варијанти латинског језика. Романизацијом Галије становници те области су постали Галоромани, а из њихове варијанте латинског језика развио се посебан језик који је касније прозван француски. Слично томе, романизацијом Хиспаније становници те области су постали Хиспаноромани, а из њихових локалних варијанти латинског језика развили су се данашњи језици шпански и португалски.

## Врсте речи
| промењиве речи у латинском језику |
| --- |
| именице и придеви у латинском језику • заменице у латинском језику бројеви у латинском језику • глаголи у латинском језику • прилози у латинском језику |
| непромењиве речи у латинском језику |
| прилози у латинском језику • предлози у латинском језику везници у латинском језику • узвици у латинском језику                                         |

### Језичке алатке
- „Latin Dictionary Headword Search”. Perseus Hopper. Tufts University. Searches Lewis & Short's A Latin Dictionary and Lewis's An Elementary Latin Dictionary. Online results.
- „Online Latin Dictionary with conjugator and declension tool”. Olivetti Media Communication. Search on line Latin-English and English-Latin dictionary with complete declension or conjugation. Online results.
- „Latin Word Study Tool”. Perseus Hopper. Tufts University. Identifies the grammatical functions of words entered. Online results.
- Aversa, Alan. „Latin Inflector”. University of Arizona. Архивирано из оригинала 30. 04. 2011. г. Приступљено 09. 06. 2017. Identifies the grammatical functions of all the words in sentences entered, using Perseus.
- „Latin Verb Conjugator”. Verbix. Displays complete conjugations of verbs entered in first-person present singular form.
- „Online Latin Verb Conjugator”. Архивирано из оригинала 18. 05. 2016. г. Приступљено 09. 06. 2017. Displays conjugation of verbs entered in their infinitive form.
- Whittaker, William. „Words”. Notre Dame Archives. Архивирано из оригинала 18. 6. 2006. г. Identifies Latin words entered. Translates English words entered.
- „Alpheios”. Alpheios Project. Combines Whittakers Words, Lewis and Short, Bennett's grammar and inflection tables in a browser addon.
- Latin Dictionaries на веб-сајту  (језик: енглески)
- Dymock, John (1830). A new abridgment of Ainsworth's Dictionary, English and Latin, for the use of Grammar Schools (4th изд.). Glasgow: Hutchison & Brookman.
- „Classical Language Toolkit”. Архивирано из оригинала 24. 05. 2016. г. (CLTK). A Natural Language Processing toolkit for Python offering a variety of functionality for Latin and other classical languages.

### Курсеви
- „Latin Lessons”. Архивирано из оригинала 29. 04. 2015. г. (free online through the „Linguistics Research Center”. Архивирано из оригинала 23. 05. 2016. г. at UT Austin)
- „Free 47-Lesson Online Latin Course”. Архивирано из оригинала 03. 05. 2015. г., Learnlangs
- Learn Latin Grammar, vocabulary and audio
- Latin Links and Resources, Compiled by Fr. Gary Coulter
- der Millner, Evan (2007). „Latinum”. Latin Latin Course on YouTube and audiobooks. Molendinarius. Приступљено 2. 2. 2012.
- Byrne, Carol (1999). „Simplicissimus” (PDF). The Latin Mass Society of England and Wales. Архивирано из оригинала (PDF) 30. 04. 2011. г. Приступљено 20. 4. 2011. (a course in ecclesiastical Latin).
- Harsch, Ulrich (2010). „Ludus Latinus Cursus linguae latinae”. Bibliotheca Augustiana (на језику: Latin). Augsburg: University of Applied Sciences. Архивирано из оригинала 20. 02. 2010. г. Приступљено 24. 6. 2010.
- Beginners' Latin on The National Archives (United Kingdom)

### Граматика и учење
- Bennett, Charles E. (2005) [1908]. New Latin Grammar (2nd изд.). Project Gutenberg. ISBN 978-1-176-19706-0.
- Griffin, Robin (1992). A student's Latin Grammar (3rd изд.). University of Cambridge. ISBN 978-0-521-38587-9.
- Lehmann, Winifred P.; Slocum, Jonathan (2008). „Latin Online, Series Introduction”. The University of Texas at Austin. Архивирано из оригинала 29. 04. 2015. г. Приступљено 16. 9. 2009.

### Фонетика
- „Latin Pronunciation – a Beginner's Guide”. H2G2, BBC. 2001.
- Cui, Ray (2005). „Phonetica Latinae-How to pronounce Latin”. Ray Cui. Приступљено 25. 6. 2010.

### Вести и звучни записи
- „Ephemeris”. Архивирано из оригинала 30. 08. 2019. г., online Latin newspaper
- Nuntii Latini, from Finnish YLE Radio 1
- „News in Latin”. Архивирано из оригинала 18. 06. 2010. г., Radio Bremen
- „Classics Podcasts in Latin and Ancient Greek”. Архивирано из оригинала 29. 01. 2015. г., Haverford College
- Latinum Latin Language course and Latin Language YouTube Index

### Заједнице на интернету
- Grex Latine Loquentium (Flock of those Speaking Latin)
- „Circulus Latinus Interretialis”. Архивирано из оригинала 20. 05. 2013. г. (Internet Latin Circle)
- Latinitas Foundation, at the Vatican
- Lingua Latina Aeterna - Latin - a living language Архивирано на веб-сајту  (24. фебруар 2018)